# ニーガームジーク
ニーガームジーク (ドイツ語: Negermusik [ˈneːɡɐmuˌziːk] ( 音声ファイル)) は、第三帝国のナチ時代にジャズやスウィングなどのアフリカ系アメリカ人の音楽スタイルや演奏に対して使われた蔑称。ナチスはこれらの音楽スタイルを「劣った」と言われる人種の退廃芸術 と見なし、禁止した。同時にこの言葉はアフリカ音楽に対しても使われた。英語の発音では「ニガーミュージック」となるが、英語版の見出し語も「Negermusik」とドイツ語表記で、ドイツ語であることの意味が重要なので、本稿では「ニーガームジーク」と記述する。なおアクセントは「ニ」にある。

## ナチス・ドイツ

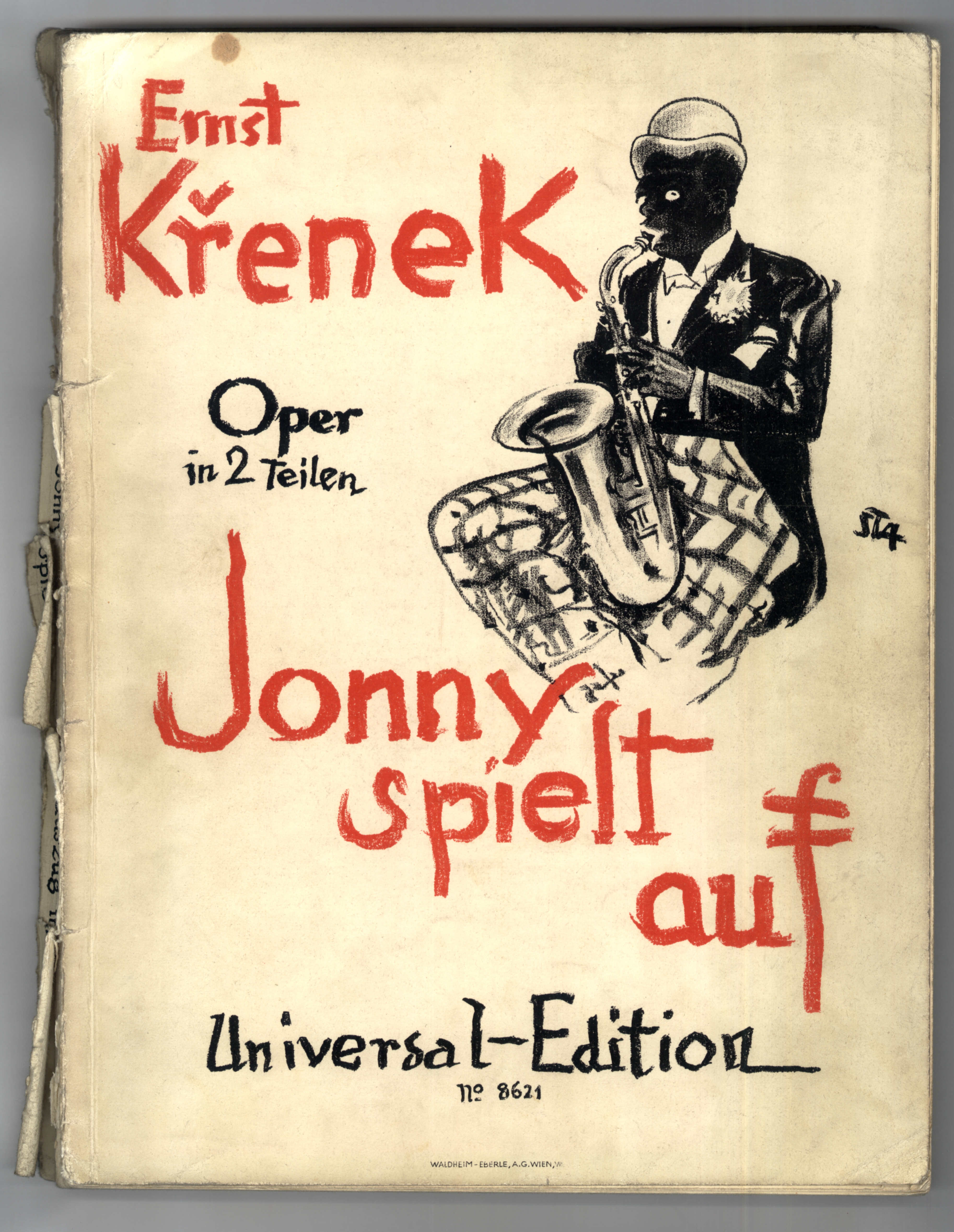
「ジョニーは演奏する」のポスター

ワイマール共和国時代の1927年、エルンスト・クルシェネクのオペラ「ジョニーは演奏する」にはジャズ演奏が含まれていたので、当時ドイツで民族主義を唱える右派グループの反発を呼んだ。1930年、アメリカ人作曲家のヘンリー・カウエルはメロス誌上で、ジャズにはアフリカ系アメリカ人とユダヤ人の要素が混ざっていると主張した。
ジャズの本質は黒人のシンコペーションとリズムアクセントにある。その近代化はニューヨークのユダヤ人たちの仕事だ...従ってジャズはユダヤ人の眼を通してみた黒人音楽なのだ。

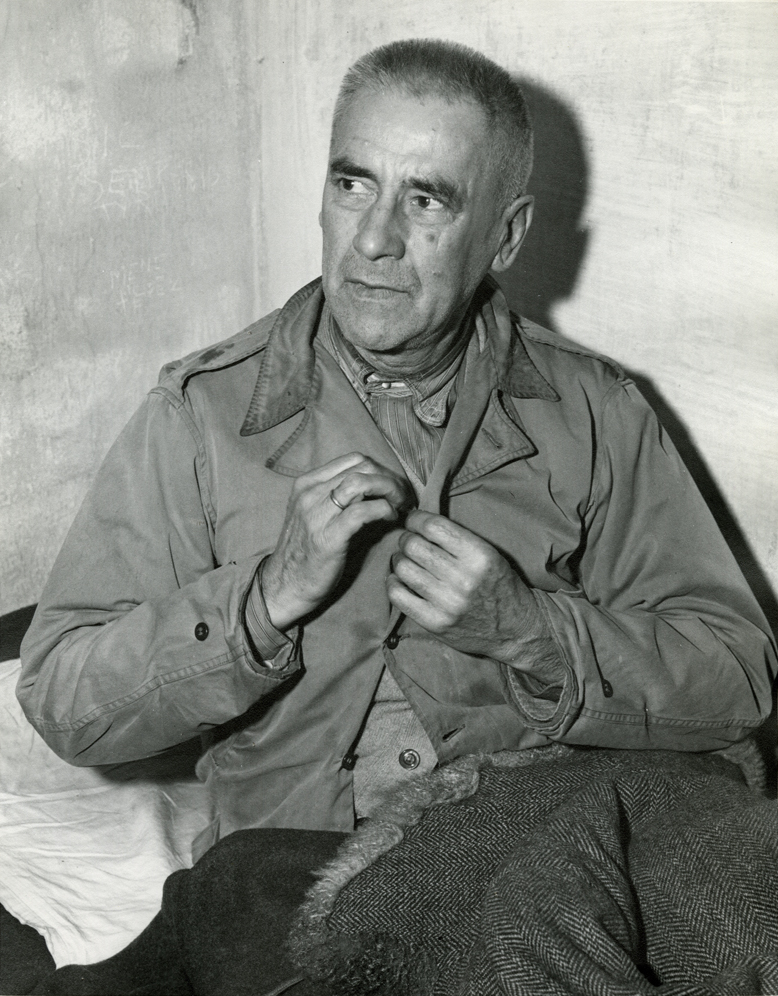
独房にいる1945年11月のヴィルヘルム・フリック。かれはニュルンベルク裁判にかけられ、その罪で1946年絞首刑になった。

この見方は直ちにナチスに採用された。彼らの批判は「不要なシンコペーションの使用」と「ドラムの多用」を含んでいた。ナチスの声明はさらに「不道徳な芸術」「音楽表現の堕落した種」そして「俗悪なダンス様式」というものも含んでいた。彼らは1930年代の現代音楽全てを「ユダヤ人の政治的武器」とみなして詳細に調べ上げた。1930年5月4日、テューリンゲン州内務大臣兼教育大臣に新たに就任したヴィルヘルム・フリックは「黒人文化に反対する--我々のドイツ文化遺産のために」という法令を布告した。
1932年にフランツ・フォン・パーペン首相率いる政府はナチスに迎合し、黒人音楽家の全ての公演を禁止した。1933年にアドルフ・ヒットラーが権力を握ると、その年に帝国音楽院が設立された。これに続き1935年10月12日には、全ドイツの国営ラジオでこの音楽を禁止する法令が出された。この禁止令はドイツ国家放送協会長オイゲン・ハダモフスキーが率先して主張したもので、彼は次のように述べたといわれている。
本日ここに私は、黒人ジャズをドイツ国営ラジオで流すことの完全な禁止を宣言する。
1938年には、ナチスが企画した退廃音楽展がドイツで開催され、メイン会場はデュッセルドルフだった。この展示会では、アフリカ系アメリカ人男性がタキシードの襟にダビデの星を付けてサキソフォンを演奏している誇張画のポスターも展示された。展示会の主要テーマは、現代のアメリカ音楽を「ニーガームジーク」として、またドイツ文化へのユダヤ人の「陰謀」だとして誹謗中傷することだった。

## スウィング・キッズ
「スウィング・キッズ」 (英語:Swing Kids、ドイツ語:スウィングユーゲント（ドイツ語: Swingjugend）) は、1930年代のドイツで、ハンブルクのザンクトパウリ地区やベルリンを中心に、ジャズやスウィングを愛好したグループのことである。グループは主として14歳から18歳の少年少女たちで構成されていた。彼らは私有地、クラブ、貸ホール、あるいは空きカフェなどで、禁止された音楽を聴いたり踊ったりすることで、国家社会主義 (ナチズム) に反抗していた。ドイツのジャズはナチズムの反対にあった。というのはそれがしばしば黒人や多くのユダヤ人音楽家によって演奏されていたからである。スウィング・キッズは北アメリカのズートスーツ族と同様に、非政治主義の印象を与えた。 
1941年8月18日、警察の粗暴な取り締まりにより、300人以上のスウィング・キッズが逮捕された。彼らに対する措置は、髪を刈られて監視付きで学校へ返されたり、リーダーは強制収容所へ送られたり、多岐にわたった。
1993年に公開された映画『スウィング・キッズ』は、当時のドイツでのスウィング・キッズたちの姿をフィクションで描いている。

## 第二次世界大戦
ノルマンディー上陸作戦より前、ドイツがオランダを占領していた時期に、ヨーゼフ・ゲッベルス大臣が率いる国民啓蒙・宣伝省はオランダ語で書かれたパンフレット「英国からの挨拶--来るべき侵略」を作成した。このパンフレットには「古いジャズレコード」という言葉が使われていて、その本文には「解放の祝賀会であなたの娘と妻は本物の黒人に腕を取られて踊るだろう」と書かれていた 。これは、この時代に「黒人」とジャズ音楽を同一視し、占領されたヨーロッパで人種主義と反連合国のプロパガンダを煽るものであった。しかしながら、ゲッペルスはナチがスポンサーとなったドイツのスウィング・バンド「チャーリー・アンド・ヒズ・オーケストラ」を結成し、その宣伝目的は短波放送を通してイギリスとアメリカの視聴者からナチへのサポートと共感を得ることであった。
これに対して連合軍も、ナチが禁止した音楽への恐怖を使って対抗するプロパガンダを展開した。その例の一つはグレン・ミラー で、彼はアメリカの白人ジャズミュージシャンであり、彼はラジオを通してジャズ演奏を披露し、連合軍の兵士たちに娯楽と士気を提供した。彼の音楽はまた、ファシストの弾圧を非難する対抗プロパガンダとしてAFNラジオを通じてヨーロッパに流された。ミラー自身、「アメリカは自由を意味し、音楽ほど真摯に自由を表現するものはない」と述べていた。

## 第二次大戦後
第二次大戦後になっても1950年代ドイツでは、教会や学校当局、政治家たちは、若者世代に人気のエルヴィス・プレスリーやチャック・ベリーのロックンロール音楽によって新たに浮かび上がる「淫らな黒人音楽」に抵抗した 。こうした態度は1960年代でも継続され、この否定的言葉は古い世代や保守層だけではなく、当時の新しいアメリカ文化に対する積極的な防衛として使われた。